# К 20-летию Симпсонов — В 3D! На льду!
К 20-летию Симпсонов — В 3D! На льду! (англ. The Simpsons 20th Anniversary Special — In 3-D! On Ice!) — документальный фильм, посвящённый мультсериалу «Симпсоны», вышедший 10 января 2010 года на американском телеканале FOX. Режиссёром фильма стал Морган Сперлок.

## Создание

### Предпосылки
В 2009 году, в честь двадцатилетия сериала «Симпсоны», Fox объявил годовое шоу «Best. 20 Years. Ever.» (англ. Лучшие. 20 лет. Когда-либо), которое началось 14 января 2009 и закончилось 14 января 2010 года. Морган Сперлок, фанат сериала с университетских дней, был приглашён в феврале 2009 года.
Продюсеры сериала были впечатлены фильмом 2008 года «Where in the World Is Osama Bin Laden?», режиссёром которого выступил Сперлок, и отправили ему предложение возглавить производство нового фильма. Тот моментально принял предложение, описав его как «крутейшую штуку, которую он смог бы сделать в своей карьере». Фильм был анонсирован в июле 2009 года.
Несколько месяцев авторы фильма не могли определиться с его форматом и содержанием. Наконец, выход фильма был анонсирован на 14 января 2010 года, ровно через двадцать лет после выпуска эпизода «Барт — гений», но был выпущен на четыре дня раньше вместе с эпизодом «Once Upon a Time in Springfield», который был объявлен 450-м эпизодом сериала.

### Съёмки
Съёмки фильма начались на фестивале San Diego Comic-Con International в Сан-Диего. Кастинг фанатов начался 25 июля 2009 года.
Сперлок снял несколько сцен в Глазго и в Абердине. Оба города являются родинами персонажу сериала Садовнику Вилли, в зависимости от различных реплик персонажа в разных сериях.